# Герич Іван Миколайович
Іван Миколайович Герич (нар. 1911, село Вільшаник Самбірського повіту Австро-Угорщина, тепер Самбірського району Львівської області — ?) — український радянський діяч, робітник. Депутат Верховної Ради УРСР 4-го скликання.

## Біографія
Народився в селянській родині. З 15 років працював учнем пекаря у селі Стебнику, потім оператором нафтовидобутку у місті Бориславі.
Після німецько-радянської війни працював оператором, змінним помічником директора 2-го нафтопромислу міста Борислава. З 1949 року — оператор четвертої дільниці 8-го нафтопромислу міста Борислава Дрогобицької області. Раціоналізатор, обирався головою дільничного профспілкового комітету нафтовиків Борислава.
27 лютого 1955 року обраний депутатом Верховної Ради УРСР 4-го скликання від Бориславського виборчого округу № 98 Дрогобицької області.